# 1 500 mètres masculin aux championnats du monde d'athlétisme 2013
Navigation
Daegu 2011 Pékin 2015
L'épreuve du 1 500 mètres masculin des championnats du monde de 2013 s'est déroulée du 14 au 18 août 2013 dans le stade Loujniki, le stade olympique de Moscou, en Russie. Elle est remportée par le Kényan Asbel Kiprop.

## Records et performances

### Records
Les records du 1 500 m hommes (mondial, des championnats et par continent) étaient avant les championnats 2013 les suivants.
| Record                    | Athlète            | Pays        | Temps         | Lieu    | Date            |
| ------------------------- | ------------------ | ----------- | ------------- | ------- | --------------- |
| Record du monde           | Hicham El Guerrouj | Maroc       | 3 min 26 s 00 | Rome    | 14 juillet 1998 |
| Record des championnats   | Hicham El Guerrouj | Maroc       | 3 min 27 s 65 | Séville | 24 août 1999    |
| Record d'Afrique          | Hicham El Guerrouj | Maroc       | 3 min 26 s 00 | Rome    | 14 juillet 1998 |
| Record d'Asie             | Rachid Ramzi       | Bahreïn     | 3 min 29 s 14 | Rome    | 14 juillet 2006 |
| Record d'Amérique du Nord | Bernard Lagat      | États-Unis  | 3 min 29 s 30 | Rieti   | 28 août 2005    |
| Record d'Amérique du Sud  | Hudson de Souza    | Brésil      | 3 min 33 s 25 | Rieti   | 28 août 2005    |
| Record d'Europe           | Mohamed Farah      | Royaume-Uni | 3 min 28 s 81 | Monaco  | 19 juillet 2013 |
| Record d'Océanie          | Ryan Gregson       | Australie   | 3 min 31 s 06 | Monaco  | 22 juillet 2010 |

### Meilleures performances de l'année 2013
Les dix coureurs les plus rapides de l'année sont, avant les championnats (au 24 juillet 2013), les suivants. 
|    | Athlète               | Pays        | Temps         | Lieu              | Date            |
| -- | --------------------- | ----------- | ------------- | ----------------- | --------------- |
| 1  | Asbel Kiprop          | Kenya       | 3 min 27 s 72 | Monaco            | 19 juillet 2013 |
| 2  | Mohamed Farah         | Royaume-Uni | 3 min 28 s 81 | Monaco            | 19 juillet 2013 |
| 3  | Caleb Mwangangi Ndiku | Kenya       | 3 min 29 s 50 | Monaco            | 19 juillet 2013 |
| 4  | Bethwell Birgen       | Kenya       | 3 min 30 s 77 | Monaco            | 19 juillet 2013 |
| 5  | İlham Tanui Özbilen   | Turquie     | 3 min 31 s 30 | Monaco            | 19 juillet 2013 |
| 6  | Collins Cheboi        | Kenya       | 3 min 31 s 53 | Monaco            | 19 juillet 2013 |
| 7  | Zakaria Mazouzi       | Maroc       | 3 min 31 s 94 | Marrakech         | 20 avril 2013   |
| 8  | Mekonnen Gebremedhin  | Éthiopie    | 3 min 32 s 43 | Shanghai          | 18 mai 2013     |
| 9  | Ayanleh Souleiman     | Djibouti    | 3 min 32 s 55 | Paris Saint-Denis | 6 juillet 2013  |
| 10 | Aman Wote             | Éthiopie    | 3 min 32 s 65 | Paris Saint-Denis | 6 juillet 2013  |

## Critères de qualification
Pour se qualifier pour les Championnats (minima A), il fallait avoir réalisé moins de 3 min 35 s 00 le 1er octobre 2012 et le 29 juillet 2013. Le minima B est de 3 min 37 s 00 .

## Résultats

### Finale
| Rang               | Athlète                 | Temps         |
| ------------------ | ----------------------- | ------------- |
| Médaille d'or      | Asbel Kiprop            | 3 min 36 s 28 |
| Médaille d'argent  | Matthew Centrowitz, Jr. | 3 min 36 s 78 |
| Médaille de bronze | Johan Cronje            | 3 min 36 s 83 |
| 4                  | Nixon Kiplimo Chepseba  | 3 min 36 s 87 |
| 5                  | Homiyu Tesfaye          | 3 min 37 s 03 |
| 6                  | Silas Kiplagat          | 3 min 37 s 11 |
| 7                  | Mekonnen Gebremedhin    | 3 min 37 s 21 |
| 8                  | Henrik Ingebrigtsen     | 3 min 37 s 52 |
| 9                  | Mohamed Moustaoui       | 3 min 38 s 08 |
| 10                 | Nathan Brannen          | 3 min 38 s 09 |
| 11                 | Florian Carvalho        | 3 min 39 s 17 |
| 12                 | Chris O'Hare            | 3 min 46 s 04 |

### Demi-finales
Les cinq premiers athlètes de chaque course (Q) ainsi que les deux meilleurs temps (q) se qualifient pour la finale.
| Rang | Athlète              | Temps         | Note |
| ---- | -------------------- | ------------- | ---- |
| 1    | Asbel Kiprop         | 3 min 43 s 30 | Q    |
| 2    | Silas Kiplagat       | 3 min 43 s 52 | Q    |
| 3    | Mekonnen Gebremedhin | 3 min 43 s 54 | Q    |
| 4    | Chris O'Hare         | 3 min 43 s 58 | Q    |
| 5    | Johan Cronje         | 3 min 43 s 71 | Q    |
| 6    | Lopez Lomong         | 3 min 43 s 79 |      |
| 7    | Nicholas Willis      | 3 min 43 s 80 |      |
| 8    | Leonel Manzano       | 3 min 44 s 00 |      |
| 9    | Bouabdellah Tahri    | 3 min 44 s 24 |      |
| 10   | Carsten Schlangen    | 3 min 44 s 44 |      |
| 11   | Zakaria Mazouzi      | 3 min 45 s 54 |      |
| 12   | Valentin Smirnov     | 3 min 46 s 03 |      |

| Rang | Athlète                | Temps         | Note  |
| ---- | ---------------------- | ------------- | ----- |
| 1    | Nixon Kiplimo Chepseba | 3 min 35 s 88 | Q     |
| 2    | Matthew Centrowitz     | 3 min 35 s 95 | Q     |
| 3    | Mohamed Moustaoui      | 3 min 36 s 12 | Q     |
| 4    | Florian Carvalho       | 3 min 36 s 26 | Q     |
| 5    | Henrik Ingebrigtsen    | 3 min 36 s 33 | Q, SB |
| 6    | Homiyu Tesfaye         | 3 min 36 s 51 | q     |
| 7    | Nathan Brannen         | 3 min 36 s 59 | q     |
| 8    | Aman Wote              | 3 min 36 s 94 |       |
| 9    | Ilham Tanui Özbilen    | 3 min 37 s 07 |       |
| 10   | Bethwell Birgen        | 3 min 37 s 34 |       |
| 11   | Ayanleh Souleiman      | 3 min 37 s 96 |       |
| 12   | Abdalaati Iguider      | 3 min 44 s 36 |       |

### Séries
Les six premiers de chaque série (Q) se qualifient pour les demi-finales et les 6 meilleurs temps des series
| Rang | Athlète             | Temps         | Note |
| ---- | ------------------- | ------------- | ---- |
| 1    | Asbel Kiprop        | 3 min 38 s 15 |      |
| 2    | Abdalaati Iguider   | 3 min 38 s 41 |      |
| 3    | Lopez Lomong        | 3 min 38 s 48 |      |
| 4    | Ayanleh Souleiman   | 3 min 38 s 63 |      |
| 5    | Florian Carvalho    | 3 min 38 s 70 |      |
| 6    | Henrik Ingebrigtsen | 3 min 38 s 78 |      |
| 7    | Aman Wote           | 3 min 38 s 89 |      |
| 8    | Valentin Smirnov    | 3 min 39 s 21 |      |
| 9    | Nicholas Willis     | 3 min 39 s 83 |      |
| 10   | Mohamad Al-Garni    | 3 min 40 s 01 |      |
| 11   | David Bustos        | 3 min 41 s 69 |      |
| 12   | Mamadou Barry       | 4 min 16 s 38 | SB   |
| 13   | Thinley Tenzin      | 4 min 24 s 54 | PB   |

| Rang | Athlète             | Temps         | Note |
| ---- | ------------------- | ------------- | ---- |
| 1    | Silas Kiplagat      | 3 min 39 s 31 |      |
| 2    | Leonel Manzano      | 3 min 39 s 39 |      |
| 3    | Ilham Tanui Ozbilen | 3 min 39 s 73 |      |
| 4    | Johan Cronje        | 3 min 39 s 95 |      |
| 5    | Carsten Schlangen   | 3 min 40 s 31 |      |
| 6    | Zakaria Mazouzi     | 3 min 40 s 76 |      |
| 7    | Zebene Alemayehu    | 3 min 41 s 28 |      |
| 8    | Andreas Vojta       | 3 min 41 s 51 |      |
| 9    | Emad Noor           | 3 min 41 s 68 |      |
| 10   | Simon Denissel      | 3 min 42 s 06 |      |
| 11   | Omar Mohamed Abdi   | 4 min 0 s 0   |      |
| 12   | Imad Touil          | DNS           |      |

| Rang | Athlète                 | Temps         | Note |
| ---- | ----------------------- | ------------- | ---- |
| 1    | Nixon Kiplimo Chepseba  | 3 min 38 s 37 |      |
| 2    | Nathan Brannen          | 3 min 38 s 49 |      |
| 3    | Mekonnen Gebremedhin    | 3 min 38 s 55 |      |
| 4    | Bethwell Birgen         | 3 min 38 s 60 |      |
| 5    | Matthew Centrowitz      | 3 min 38 s 62 |      |
| 6    | Homiyu Tesfaye          | 3 min 38 s 66 |      |
| 7    | Bouabdellah Tahri       | 3 min 38 s 82 |      |
| 8    | Chris O'Hare            | 3 min 38 s 86 |      |
| 9    | Mohamed Moustaoui       | 3 min 39 s 20 |      |
| 10   | Pieter-Jan Hannes       | 3 min 40 s 39 |      |
| 11   | Flavio Seholhe          | 3 min 53 s 18 |      |
| 12   | Nabil Mohammed Al-Garbi | 3 min 59 s 95 | SB   |
| 13   | Omar Bachir             | 4 min 00 s 18 | PB   |

## Légende
Records et Performances
- AR : Record continental (area record)
- CR : Record des championnats (championship record)
- MR : Record du meeting (meet record)
- NR : Record national (national record)
- OR : Record olympique (olympic record)
- PR : Record paralympique (paralympic record)
- PB : Record personnel (personal best)
- SB : Meilleure performance personnelle de la saison (season's best)
- WL : Meilleure performance mondiale de l'année (world leader)
- WJR : Record du monde junior (world junior record)
- WR : Record du monde (world record)

Circonstances et Conditions
- DNF : N'a pas terminé (did not finish)
- DNS : N'a pas pris le départ (did not start)
- DQ : Disqualification (disqualification)
- NM : Aucun essai valable enregistré (No Mark)
- Q : Qualifié « directement » au prochain tour (ou à la prochaine compétition), lors d'une compétition majeure, grâce au classement ou à la réalisation des minima (automatic qualifier)
- q : Qualifié au prochain tour (ou à la prochaine compétition), lors d'une compétition majeure, grâce au repêchage ou à la réalisation de l'une des meilleures performances parmi celles des « non qualifiés directement » (grâce au meilleur temps ou à la meilleure distance par exemple) (secondary qualifier)